# Peace Cup

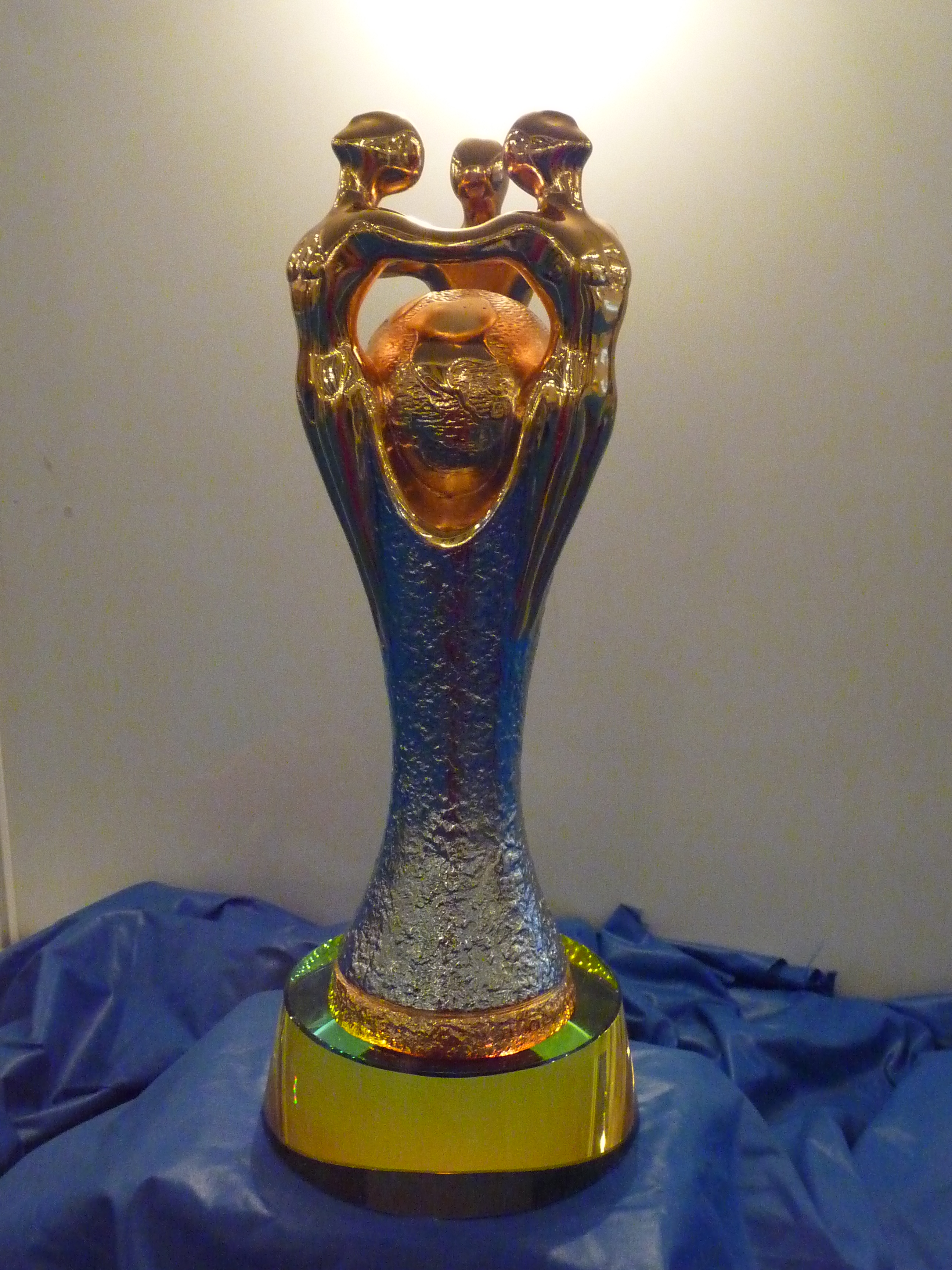
Trofeu de la Peace Cup.

La Peace Cup és una competició amistosa de futbol fundada el 2003 i organitzada per la Fundació de futbol Sun Moon per a la pau. Hi participen clubs convidats de tots els continents per a promocionar la pau al món. Fins al 2009 hi participaven vuit equips i el torneig es disputava a Corea del Sud, encara que a l'edició de 2009 es va disputar a Andalusia i Madrid amb dotze equips participants.
A les edicions disputades a Corea del Sud, els vuit equips es dividien en dos grups de quatre equips i el guanyador de cada grup arribava a la final. A l'edició de 2009, els dotze equips es dividien en quatre grups de tres equips, arribant el guanyador a la semifinal.

## Resultats
| Any  | Final             | Final                          | Final            |
| Any  | Guanyador         | Resultat                       | Finalista        |
| ---- | ----------------- | ------------------------------ | ---------------- |
| 2003 | PSV               | 8–0                            | Real de Lió      |
| 2005 | Tottenham Hotspur | 3–1                            | Olympique de Lió |
| 2007 | Olympique de Lió  | 1–0                            | Bolton Wanderers |
| 2009 | Aston Villa       | 0–0 (4–3 a la tanda de penals) | Juventus         |
| 2012 | Hamburger SV      | 1–0                            | Seongnam FC      |

## Palmarès
| Equip             | Títols   | Subcampionats  |
| ----------------- | -------- | -------------- |
| Lyon              | 1 (2007) | 2 (2003, 2005) |
| Aston Villa       | 1 (2009) | 0              |
| PSV               | 1 (2003) | 0              |
| Tottenham Hotspur | 1 (2005) | 0              |
| Hamburger SV      | 1 (2012) | 0              |
| Bolton Wanderers  | 0        | 1 (2007)       |
| Juventus          | 0        | 1 (2009)       |
| Seongnam FC       | 0        | 1 (2012)       |